# Helioprosopa liciata
Helioprosopa liciata är en tvåvingeart som beskrevs av Henry J. Reinhard 1964. Helioprosopa liciata ingår i släktet Helioprosopa och familjen parasitflugor. Inga underarter finns listade i Catalogue of Life.